# Leo Kerwer
Leo Kerwer (* 1. Oktober 1933 in Besseringen; † 29. November 2012) war ein deutscher Jurist und Ministerialbeamter in Saarbrücken.

## Leben
Nach dem Schulbesuch absolvierte Kerwer von 1954 bis 1958 ein Studium der Rechtswissenschaft an der Universität des Saarlandes. 1958 legte er das Erste und 1962 das Zweite Juristische Staatsexamen ab. Im Anschluss trat er als Beamter in den höheren Verwaltungsdienst des Saarlandes ein. Von 1962 bis 1964 war er Referatsleiter im Kultusministerium. 1964 wurde er Mitglied der CDU, für die er sich in seiner Heimatstadt Merzig engagierte.
Kerwer war von 1964 bis 1966 Referatsleiter der Rechts- und Kabinettsabteilung in der Staatskanzlei und von 1966 bis 1978 Leiter des Personalbüros des Ministerpräsidenten Franz-Josef Röder. Am 1. August 1978 wurde er zum Staatssekretär und Chef der Staatskanzlei ernannt. Die Leitung der Staatskanzlei hatte er auch nach dem Tod des Ministerpräsidenten unter dessen Nachfolger Werner Zeyer bis zum 11. April 1985 inne.
Leo Kerwer war verheiratet und hatte zwei Kinder. Er war seit 1955 Mitglied der katholischen Studentenverbindung KDStV Carolus Magnus Saarbrücken im CV.